# Таємнича стіна
«Таємнича стіна» (рос. «Таинственная стена») — російський радянський фантастичний художній фільм кіностудії «Мосфільм» 1967 року, поставлений режисерами Іриною Поволоцькою і Михайлом Садковичем.
Деякі основні моменти сюжету фільму були використані братами Стругацькими в романі Пікнік на узбіччі, виданому вперше в 1972 році, і в знятому за мотивами роману фільмі «Сталкер».

## Сюжет
В тайзі утворюється вкрай дивне явище — туманна стіна, що з'являється і зникає з певною періодичністю і являє собою потужний електростатичний заряд. Стіна привертає увагу вчених, які в процесі дослідження з'ясовують, що вона викликає у глядача на неї різні бачення з минулого.

## У ролях
- Лев Круглий — Єгор Ломов, вчений
- Тетяна Лаврова — Олена — наречена Ломова, вчений
- Іраклій Учанейшвілі — Андрій Іраклійович Ерделі, вчений
- Андрій Миронов — Валентин Карпухін, старший сержант
- Олександр Кайдановський — співробітник обчислювального центру (немає в титрах)
- Георгіос Совчіс — вчений на прес-конференції (в титрах — Т. Совчіс)
- Валентин Нікулін — канадський мандрівник
- Євген Шутов — водій
- Микола Бармін — офіцер
- Олександр Жоржоліані — дядько Георгій, односельчанин Андрія Ерделі
- Юрій Леонідов — вчений на прес-конференції
- Георгій Тусузов — начальник обчислювального центру
- Віктор Сисоєв — Кукушкін, хлопчик з планетарію
- Олена Брацлавська — співробітниця обчислювального центру